# Gimnastyka na Letnich Igrzyskach Olimpijskich 2016 – skoki kobiet
Skoki kobiet na Letnich Igrzyskach Olimpijskich 2016 odbyły się 14 sierpnia w hali Jeunesse Arena.

## Terminarz
Wszystkie godziny podane są w czasie brazylijskim (UTC-03:00).
| Data             | Godzina |       |
| ---------------- | ------- | ----- |
| 14 sierpnia 2016 | 18:45   | Finał |

## Wyniki[1]

### Eliminacje
| Pozycja | Zawodniczka        | Skok 1 | Skok 1 | Skok 1 | Skok 1 | Skok 2 | Skok 2 | Skok 2 | Skok 2 | Wynik  |
| Pozycja | Zawodniczka        | Trud.  | Wyk.   | Kary   | Razem  | Trud.  | Wyk.   | Kary   | Razem  | Wynik  |
| ------- | ------------------ | ------ | ------ | ------ | ------ | ------ | ------ | ------ | ------ | ------ |
| 1.      | Simone Biles       | 6,300  | 9,700  |        | 16,000 | 6,400  | 9,700  |        | 16,100 | 16,050 |
| 2.      | Hong Un-jong       | 6,300  | 9,466  |        | 15,766 | 6,400  | 9,200  |        | 15,600 | 15,683 |
| 3.      | Giulia Steingruber | 6,200  | 9,400  |        | 15,600 | 5,800  | 9,133  |        | 14,933 | 15,266 |
| 4.      | Marija Pasieka     | 6,400  | 8,333  |        | 14,733 | 6,300  | 9,066  |        | 15,366 | 15,049 |
| 5.      | Oksana Chusovitina | 6,200  | 8,966  |        | 15,166 | 6,000  | 8,833  |        | 14,833 | 14,999 |
| 6.      | Shallon Olsen      | 6,300  | 9,000  |        | 15,300 | 5,900  | 8,700  |        | 14,600 | 14,950 |
| 7.      | Wang Yan           | 6,000  | 8,933  |        | 14,933 | 6,200  | 8,866  | 0,1    | 14,966 | 14,949 |
| 8.      | Dipa Karmakar      | 7,000  | 8,100  |        | 15,100 | 6,000  | 8,600  |        | 14,600 | 14,850 |

### Finał
| Pozycja | Zawodniczka        | Skok 1 | Skok 1 | Skok 1 | Skok 1 | Skok 2 | Skok 2 | Skok 2 | Skok 2 | Wynik  |
| Pozycja | Zawodniczka        | Trud.  | Wyk.   | Kary   | Razem  | Trud.  | Wyk.   | Kary   | Razem  | Wynik  |
| ------- | ------------------ | ------ | ------ | ------ | ------ | ------ | ------ | ------ | ------ | ------ |
| złoto   | Simone Biles       | 6,300  | 9,600  |        | 15,900 | 6,400  | 9,633  |        | 16,033 | 15,966 |
| srebro  | Marija Pasieka     | 6,400  | 8,966  | 0.1    | 15,266 | 6,300  | 8,941  |        | 15,241 | 15,253 |
| brąz    | Giulia Steingruber | 6,200  | 9,333  |        | 15,533 | 5,800  | 9,100  |        | 14,900 | 15,216 |
| 4.      | Dipa Karmakar      | 6,000  | 8,866  |        | 14,866 | 7,000  | 8,266  |        | 15,266 | 15,066 |
| 5.      | Wang Yan           | 6,000  | 8,866  |        | 14,866 | 6,200  | 8,933  |        | 15,133 | 14,999 |
| 6.      | Hong Un-jong       | 6,400  | 9,000  |        | 15,400 | 6,300  | 8,200  | 0,1    | 14,400 | 14,900 |
| 7.      | Oksana Chusovitina | 7,000  | 7,933  |        | 14,933 | 6,000  | 8,833  | 0,1    | 14,733 | 14,833 |
| 8.      | Shallon Olsen      | 6,300  | 8,666  |        | 14,966 | 5,900  | 8,766  |        | 14,666 | 14,816 |